# 世論調査
世論調査（よろんちょうさ、せろんちょうさ）とは、ある社会集団の構成員について世論の動向を明らかにする目的で行われる統計的社会調査、またはその調査技法。これらの業務を担当したり生業として活動する者は世論調査員と呼ばれる。

## 歴史
アメリカの心理学者、統計学者ジョージ・ギャラップは世論の統計的調査法を創始し、1935年に米国世論調査所（American Institute of Public Opinion）を設立した。ジョージ・ギャラップは、「私は神の存在を統計的に証明できる（I could prove God statistically）」という言葉を残した。 現在もギャラップ社の「ギャラップ調査」の結果は、アメリカの新聞社をはじめとする多数のマスメディアに取り上げられている。
1936年、大統領選挙において、民主党のフランクリン・ルーズベルト (Franklin D. Roosevelt) と、共和党のアルフレッド・ランドンという2人の候補がいた。大手雑誌である『リテラリー・ダイジェスト』誌は、230万人もの世論調査の末、ルーズベルトの落選を予想した。対して、はるかに少ない調査を行ったギャラップ社は再選を予想し、ルーズベルトが再選した。その予想の的中により、ギャラップ社は一躍脚光を浴びた。
『リテラリー・ダイジェスト』誌の予想が外れたのは、当時としては珍しい電話を使った世論調査の特性を見落としていたからといわれている。当時は電話の普及率40％で、早くから電話が普及していた富裕層と、それ以外の層で、普及率に差があった。当時共和党支持者は富裕層に多かったため、ランドン候補に有利なデータが出てしまったとの分析である。それに対しGraham Waldenはリ社の調査結果の偏向は調査方法（普及率が40%の電話）によるよりも、1,000万の聞き取りに対し230万の有効回答しか得られなかったこと、またリ社の読者層は保守派であることによる回答者層の偏りによるものであると指摘している。
世論調査の歴史において、かつては「有意抽出法」が世論調査に使われた時代があった。特に「割当法」は、1936年アメリカ合衆国大統領選挙でギャラップ社が初めて導入し、少数のサンプリングで「世論」を導き出せる方法として脚光を浴び、他の多くの調査会社でも導入されたことで有名である。この選挙では、リテラリー・ダイジェスト誌が200万通の読者アンケートによる大規模サンプリングによってランドン候補の当選を予測する中、ギャラップ社は「割当法」によってリ誌の1%に満たない5000人のサンプリングでルーズベルト候補の当選を予測し、そして的中させたことで、大規模サンプリングでも有意抽出の場合は不正確な結果が導き出されることと、サンプリングの精度が高い場合はごく少数のサンプリングでも「世論」を導き出せることが明らかになった。しかし「割当法」でも、サンプルの対象を「作為的に」選ぶという性質上、統計学的な誤差が避けられず、1948年のトルーマン候補の当選を予測できなかった。そのため、世論調査の方法そのものに対する検討委員会が設置され、研究が行われた結果、世論調査の方法としては「割り当て法」をはじめとする「有意抽出法」は否定され、「無作為抽出法」のみが使われるようになった。「世論調査」の正確性においては、このような歴史的な試行錯誤を経て、出来る限り統計学的に正確性を担保できるシステムが整えられてきた。

## 調査方法

### 世論と統計
統計学的な手法を用いて世論を明らかにする調査が世論調査である。逆に言うと、統計学的に正しい調査の手法を用いないものは世論調査ではない。
統計調査には「標本調査（サンプリング）」と「全数調査（センサス）」がある。全数調査とは、ある社会集団の構成員の全員を調査する方法であり、これを用いると正確な結果が得られるが、例えば日本国で世論調査を行う場合、約1億2千万人の対象に対してこれを行う必要があり、非常に時間と手間がかかるため、世論調査では標本調査が用いられる。なお、日本政府が5年に一度行う国勢調査では、全数調査が行われる。
なお、日本で統計調査を行っている総務省統計局は、これからの社会を生きる子供たちが標本調査の前提となる統計的な知識や技能を身に付けておくことは必須であると考えており、平成24年度以降の新学習指導要領で統計の教育を施しているほか、インターネットで小中学生レベルの統計学を学べる「なるほど統計学園」と、高校レベルの統計学を学べる「なるほど統計学園高等部」というWebサイトを設けている。
学術的な面で世論調査の正確性を担保するのが統計学だが、倫理的な面で日本の世論調査の正確性を担保するのが公益財団法人日本世論調査協会である。フジサンケイグループ、東京スポーツ新聞社などを除くほぼ全ての大手マスコミと（日経系は日経リサーチが、時事通信社系は中央調査社が加盟しているが、フジサンケイ系は産経新聞社が2009年1月9日をもって退会したため未加盟）、内閣府や国民生活センターなど世論調査を行う行政機関、慶応義塾大学メディア・コミュニケーション研究所や統計数理研究所など世論調査を研究する学術機関が加盟しており、正しい世論調査を行うために民・官・学で互いに協力し合っている。

### 標本調査
標本調査（サンプリング）とは、無作為に抽出された一定数の人々（標本）に設問して回答を収集するという、統計学に基づいた調査である。標本調査は標本誤差を伴うことが避けられないが、標本の抽出を正しく行うと、統計学的な見地から考えてかなり正確に近い結果が得られる。世論調査においては、これを「世論」あるいは「民意」などと呼ぶ。
標本調査を行う多くの世論調査は統計学の中心極限定理を正確性のよりどころとしている。母集団自体が特殊な性質を満たす集合でない限り、「標本平均」は「母集団の真の平均」に近づき（大数の法則）、分散は標本数の逆数に比例して小さくなる。

### 標本抽出枠
日本で世論調査を行った場合、母集団は日本国民となるが、標本を抽出する実際の対象となる、母集団を代表する要素が記述されたリスト（標本抽出枠）をまず用意する必要がある。
母集団を代表する要素が記述されたリストは、例えば住民基本台帳が用いられる。日本では戸籍機能がほぼ完全に機能しているので、住民基本台帳を用いて作成した抽出枠は、標本抽出の結果から推定したい目標となる母集団（目標母集団）とほぼ完全に一致していると考えられるが、実際には目標母集団と完全に一致している必要はなく、抽出枠が母集団を代表してさえいればよい（このような母集団を、「枠母集団」という）。例えば電話帳を抽出枠とした場合、電話番号が電話帳に記載されていない国民や、電話を持たない国民がいるため、母集団とのズレ（カバレッジ誤差）が発生する懸念があるが、これらが無視できるか、補正できると考えた場合、電話帳を枠母集団として使うこともできる。なお、現代ではもっと手軽で精度の高い乱数番号法（Random digit dialing, RDD）が普及しているので、電話帳を使うことはない。
住民基本台帳を抽出枠とした場合、抽出枠は約1億3000万（個）となる。また、政治に関する調査などで母集団を日本の有権者のみとした場合、抽出枠は選挙人名簿が主に使われ、約1億（個）となる。ここから抽選が行われて数千人くらいが無作為に抽出される。

### 標本抽出

#### 無作為抽出
統計調査を行う場合、標本は母集団から必ず「無作為に」抽出されたものでなければならない。これを無作為抽出（ランダム・サンプリング）と言う。無作為抽出を行うと標本が確率的に決まるため確率抽出とも言う。
標本調査の標本を無作為抽出するには、単純無作為抽出法（標本を単純に無作為に抽出する方法）を用いるのが一般的だが、世論調査においては母集団である全国民から単純に無作為に抽出するよりも、例えば市町村や都道府県など地域別、若者や高齢者など年齢層別と言った、母集団の中のさらに特定の集団（層）ごとの「民意」が見られる必要があるため、「層化」（母集団を異なる集団ごとに分けること）および「多段抽出」（母集団から集団を抽出して、そこから標本を抽出すること）を経た「層化無作為二段抽出法」が主に用いられる。
例えば内閣府の「国民生活に関する世論調査」における層化では、北海道や東北などの地区ごとによる層化が11層、区や市町村など都市規模による層化が65層である。
「無作為（random）に」とは「確率的に」つまり母集団の全ての対象が同じ確率で抽出されるように統計学的な方式で厳密に抽出を行うという意味であって、決して「適当に」抽出を行うという意味ではない。無作為抽出を行うための乱数の発生方法はいくつか考案されているが、母集団が例えば「電話番号の〇ケタの数字」など電子データとして存在している場合、コンピューターの擬似乱数を用いるのが最も簡単で、一般的に使われている（RDD方式など）。
デジタル化されていないデータを使って無作為抽出を行う場合、まず住民基本台帳などのデータの閲覧を申請して、例えば日経リサーチなら東京都千代田区の本社ビルや地方都市の支局などから調査員が自分の足で現地の役所に出向き、紙のデータの数を一枚一枚めくって確認し、それに手作業で通し番号を振って「系統抽出」という作業を行う必要があり、そこからさらに同じ足で調査対象者の自宅に出向いても拒絶される可能性が有るなど、精神的にも肉体的にもとても大変である。

#### 有意抽出
無作為抽出では母集団を代表する標本が得られないと調査する人が考えた場合、母集団を代表すると思われるサンプルを「作為的に」母集団から抽出することもできる。これを有意抽出(ジャッジメント・サンプリング)と言う。有意抽出では標本が確率的に決まらないため非確率抽出(Nonprobability sampling)とも言う。
ここで言う「作為」は、調査者による「作為」だけでなく、調査対象者（サンプル）自身による「作為」も含まれる。例えば、調査協力者が自分で自分をサンプルだと「作為的に」選出し、調査に応募して自分をサンプリングさせる、そのような調査方法を取る自称「世論調査」が、民間にしばしばある。これは「自己選択バイアス（Self-selection bias）」と呼ばれるバイアスを生じさせ、不正確な結果を導き出す。
有意抽出によって世論調査を行った場合、調査した人の主観的にはより正確な「世論」が得られる可能性が有るが、調査した人以外から見た客観的な正確性には難点がある。無作為抽出のメリットは、正確な「世論」が得られることではなく、標本誤差や信頼水準の大きさが確率的に求められ、その意味で統計学的な正確性が担保できることにあるが、それに対して有意抽出では、たとえ正確な「世論」が得られるとしても、標本誤差がどのくらいあるかが分からず、したがって統計学的な正確性が担保できないのである。調査対象者が少数の場合、無作為抽出ではかえって標本誤差が大きくなると判断される場合などに、見識のある調査者が自らの経験とカンで代表的標本を選んだほうが正しい結果が出る場合もあり、身近な例では週刊少年漫画雑誌の編集長が読者アンケートから「隠れた支持があるので連載続行」などと決める場合などに使われるほか（これは潜在的な読者の対象となる全日本国民の中から、読者アンケートに応募してきた人間のみを抽出する、「応募法」と呼ばれる手法である）、世論調査では大規模調査の前に前もって行われる試験調査などに使われることがあるが、客観性が無く企画した本人たち以外には価値を認められないデータとなる可能性があるため、通常は世論調査には用いられない。
統計調査における有意抽出に関しては、自ら応募してきた人のみを調査対象とする応募法（voluntary response sampling）、世代や年齢別にサンプリング数を割り当てて、その中から割り当てた数だけの協力者を募って調査する割当法（quota sampling）、調査者が主観でサンプリング対象の「典型」を設定して、その典型的な標本のみ（例えば「典型的日本人」としての新橋駅前のサラリーマンなど）を抽出する典型法（typical case sampling）、知人の紹介に頼って標本を集める機縁法（chain sampling、紹介を繋げて行くに従って雪だるま式にサンプルサイズが膨れ上がるので「雪だるま法（Snowball sampling）」ともいう。twitterやFacebookなどのSNS上における「アンケート」が典型である）、街頭などで行きかう人を捕まえて協力をお願いして調査を行うインターセプト法（intercept survey sampling）（偶然出会った人を標本とするので偶然法（accidental sampling）ともいう。日本では新橋駅前などでテレビ局がよく行っており、一般的には「街頭調査」「駅前調査」などと呼ばれる）、などがある。これらの方法は、統計学的に厳密な手法が求められる無作為抽出と比べて手軽に行えるので（その意味で英語では「コンビニエンス・サンプリング（Convenience sampling）」とも呼ばれる）、短時間でそれっぽいデータが欲しい時によく行われるが、いずれも統計学的には不正確なサンプリングとなる可能性が高く、従って世論調査とは言えない。
日経リサーチによると、「標本サイズが大きくても、無作為抽出をしたことにはならない。調査協力を拒否した人を断念して、親切に協力してくれた人だけを選んでは無作為抽出にならない。確率的手順で抽出されたら、別の人に交代してはいけない」とのことだが、拒否している人に無理強いはできないので、現実にはある程度の所で妥協している。誤差の元になるため、内閣府では「世論調査へのご理解とご協力をお願いします」と国民に呼びかけている。

### 補正
標本調査によって出た値を標本値と言う。標本値は標本誤差を伴うことが避けられないため、母集団値に近づけるための補正が必要である。
日本の世論調査における「母集団値」とは、仮に母集団の全ての人（日本の全国民の場合、約1億2000万人）に対して調査を行った場合に出るだろうという値のことである。もし日本の全国民に対して調査ができるなら、最初から標本調査などしないので、真の母集団値は不明とならざるを得ない。しかし、他の標本調査から母集団値を推計することができる。
例えば朝日新聞社の世論調査では、地域別、性別、年代別の構成比の歪みに関して、総務省発表の世帯別の実態構成値を使って補正を行っている。他の機関の世論調査の値や、全数調査である国勢調査の値を使って補正することもある（ただし、新聞社やテレビ局などが、ライバル会社の出した値を使って補正することは普通はない）。

### 因子分析
複数の調査項目の相関関係を分析して、いくつかの因子に集約する。
例えば複数の調査項目を、「保守・革新」という2因子や、「支持・不支持・どちらでもない」といった3因子に集約する。

### 正確性
ここで言う「正確性」とは、「統計学的な意味での世論調査の正確性」という意味であって、「世論調査の信ぴょう性が云々」という話ではない。まず高校数学の「統計」の範囲を理解していることが望ましい。「誤差」と「バイアス」を混同しないように注意。
上記のように、世論調査は統計学的な理論に基づいてなるべく厳密に行われており、その正確性は統計学的に担保されている。標本調査は全数調査でない以上、「誤差」は統計学的に避けられないが、標本誤差の範囲も統計学的に保証されているからこそ、日本国（内閣府）は世論調査を行っている。

#### カバレッジ誤差
母集団に存在するのに、標本抽出枠に必ず含まれない標本が存在することで生まれる誤差を、「カバレッジ誤差」という。
例えば、住民基本台帳を標本抽出枠として使った場合、2012年以前の住民基本台帳には在日外国人が記載されていなかったため、在日外国人を含んだ全ての日本国民による実際の世論との間に誤差が発生する恐れがあった。また、RDD方式で作成された電話番号を標本抽出枠として使った場合、2016年以前のRDD方式では携帯電話が含まれていなかったため、携帯電話しか所有しない国民を含んだ全ての日本国民による実際の世論との間に誤差が発生する恐れがあった。
上記の点を改善しても、無戸籍者や、固定電話も携帯電話も持たない国民が抽出枠に含まれないことによるカバレッジ誤差は避けられない。

#### 標本誤差

中心極限定理に従い、「世論調査の値」が取りうる値は正規分布に近似する。そのため、「世論調査の値」と「世論の真の値」のずれが許容誤差の範囲に収まる確率（信頼水準）が95%、すなわち-λσからλσの範囲が95%にするには、「λ=1.96」であればよい。例えば「λ=2」のとき、図の通り信頼水準は95.4％になり、信頼水準95%を満たす上に計算が簡単になる。

標本調査で必ず生まれる誤差を、「標本誤差（サンプリング・エラー）」と言う。
まず、標本誤差をどの程度まで許容できるかを考える。許容できる誤差の範囲を、「許容誤差」という。統計学的には、許容誤差は5%が目安となる。次に、どの程度の割合で、標本誤差が許容誤差の範囲内に収まるようにすればいいかを考える。これを、「信頼水準」または「信頼係数」という。統計学的には、信頼水準は95%が目安となる。総務省も95%を基準としている。これはつまり、世論調査において、20回調査をしたら19回は標本誤差が許容誤差の範囲に収まればよいというのが、日本国（内閣府）の基準ということである。
そのような標本数を算出するための公式は、「{\displaystyle n={\lambda }^{2}{\tfrac {p(1-p)}{d^{2}}}}」（n:標本数、p:回答比率、d:標本誤差、λ:信頼水準）である。無限に数が多い母集団（「無限母集団」という。日本国における実際の母集団の数は約1億2000万）を対象に、信頼水準を95%として、標本誤差を5%以下とするために必要な人数を、「λ=1.96（このとき信頼水準95％になる。）、p=50%（この数は世論調査を実際に行うまで不明だが、仮に50%に設定するとnが最大となる上に計算が簡単になるので、普通は50%に設定される）、d=5%（標本誤差5%）」として、この公式に当てはめて算出すると、「n≒384.16」、つまり「384人」と算出できる。つまり、世論調査の標本数が384人以上なら、その調査の正確性は統計学的に担保されているというのが日本国の考えである（なお、実際には計算を簡単にするためにλ=2が用いられることが多く、このときの信頼水準は95.4％になり、必要な標本数は400人となる）。標本のサイズが大きいほど誤差が小さく、1066人以上の標本数だと、標本誤差は±3％以下になる。9604人を超える標本調査だと誤差を±1％以下にまで抑えられるが、標本数を2倍に増やしても誤差は{\displaystyle 1/{\sqrt {2}}}にしか減らず、標本のサイズが大きいほどコストも大きくなるので、世論調査にかかるコストと、誤差のバランスを考慮して、日本の世論調査ではだいたい数百人-数千人くらいの標本調査で妥協している。
統計学的には、標本数が少なくても、ある程度信頼できる数字が得られる。例えば、許容誤差を10%まで緩めれば、信頼度95%で仮に無限母集団でも、標本数がたった96人でOKである。つまり統計学的には、全くバイアスがないと仮定した場合、96人に世論調査を行うだけで、信頼度95%で±10%の正確さで1億3000万人の「民意」を見ることができる。
選挙の結果として見られる「真の支持率」が、公式から導き出せる誤差の範囲だった場合、世論調査は統計学的に見て正確だったということが言えるし、この範囲ではなかった場合、標本誤差の範囲内となる信頼区間から5%の確率で外れてしまったか（「有意水準」または「危険率」と言い、信頼度95%の場合、5%の確率でこの危険がある。仮に信頼度99.99%でも危険率がゼロではない限りは危険であり、「当選確実」が出てバンザイをした後に落選してしまうことがまれにある）、もしくは統計学的な誤差とは別に、どこかにバイアスがあったということが言える。
世論調査の正確性をゆがめる「バイアス」に関しては後述する。ちなみにこの「バイアス」に関しては、どれだけ標本数が大きくても、たとえ全数調査だったとしても、調査の正確性をゆがめてしまう。

## 調査形態
「調査形態」と、「標本抽出を無作為抽出するためのシステム」とは無関係であることに注意が必要。例えば、インターネットではないシステムを用いて事前に作成した無作為抽出標本から、インターネットというシステムを用いて回答を回収する方法（ネット回答）は確立されているが、インターネットというシステムを用いて無作為に標本を抽出する方法は確立されていない。
郵送や個別訪問における無作為抽出の抽出フレームとしては、住民基本台帳や選挙人名簿などが主に用いられる。電話に関しては、これらを使わずに抽出フレームを作成する方法として、「RDD方式」が主に用いられる。ここから統計学的な意味での「抽選」が行われ、標本が抽出される。

### 郵送
調査内容が自宅にハガキなどで送られてくるので、これに回答して郵送する方式。

### 個別訪問面接聴取法
調査員が調査対象者の自宅を直接訪問し、面接での聴取を行う。または事前に回答調査書を配布して調査対象者に記入してもらい、後日調査書を回収する方式。
手間と時間がかかるが、調査員が直接説明したり物理的な資料を提示したりするため、他の方式と比べて誤解の恐れが少ないので、日本の内閣府では月例で実施されている。
大手マスコミでは時事通信社とNHKがこれを行っている。
NHKでは「面接調査」と呼び、「調査の王道」としている。しかし、NHKの2005年のレポートによると、全国でこれを行うには約18000人の調査員が必要となり、調査にかかる経費は莫大なものになるほか、調査員の募集、調査説明会の実施、実査時の調査員の管理など、準備や実施事務も膨大な作業量となる。また、NHKの面接調査における1978年と2003年のデータを比較すると、プライバシー意識の高まりなどから「調査拒否」が増えているほか、「外出」「深夜帰宅」なども増え、面接調査の回答率が78.1%から61.5%まで低下している。そのため、2005年時点でほとんどの放送局では面接調査は廃止された。NHKでもRDD方式による電話世論調査と併用されている。

### 電話
電話を通じて回答する方式。口頭のみの調査であるため、戸別訪問と比べて質問内容の誤解を生む可能性があるが、他の方式よりも手早く結果が得られるので、時事通信社以外の日本の大手新聞社・放送局（特にテレビ局）では月例で実施されている。
電話調査における無作為抽出の方法として、近年はコンピュータによるRDD方式（乱数番号法、ランダム・デジット・ダイヤリング、Random digit dialing）が多く採用されている。コンピュータで乱数計算を基に電話番号を発生させて電話をかけ、応答した相手に質問を行う方式で、NTTなどの電話帳に掲載されていない電話番号も抽出対象となりうる。「ダイヤリング」とあるが電話をダイヤルする方式ではなくあくまでサンプリング方式であることを明確にするため、「RDD Sampling」と呼ばれることもある。毎日新聞社では「RDS法（Random Digit Sampling）」と呼んでいる。
日本における電話による世論調査は、日本経済新聞社（日経リサーチ）が1987年に日本で最初に導入した。当初は電話帳から標本抽出していたが、毎日新聞社が1997年にRDD方式を採用したのを皮切りに、2008年に読売新聞社がRDD方式を採用したのを最後として、報道大手各社もRDD方式に切り替わった。RDD方式は従来は固定電話のみを対象にしてきたが、2010年代以降は固定電話を所有せずに携帯電話のみを所有する者が若者を中心に増えてきたことから、2016年頃より携帯電話を対象にしたRDDも行われるようになった(例えば朝日新聞社では、2016年7月より携帯RDDを導入)。
RDD方式において、固定電話と携帯電話の両方で電話調査をすることをデュアルフレーム調査と言う。ただし、携帯電話では市外局番の指定ができないことから、特定の地域を対象とした調査では従来通りに固定電話のみを対象として行われている。
RDD方式では、回答者の構成を「有権者の縮図」に近づけるために細心の注意が払われる。例えば朝日新聞社では、調査の対象を在宅率の高い（電話に最初に出やすい）主婦や高齢者に偏らないようにするため、電話がつながった後にまずその世帯に住んでいる有権者の人数を聞き、乱数でその中から１人を選んで調査の対象者とする。選ばれた人が不在でも、一度決めた対象者は変えず、時間を変えて複数回電話をかける。一度断られても、重ねて協力をお願いする。調査は原則午後10時まで（予約ができれば午後11時まで）行い、仕事などで帰宅が遅い人からも回答してもらえるようにする。留守番電話や呼び出し音だけなどの場合は、時間を変えて複数回電話をかける。複数回線の電話を契約している人が抽出された場合は、電話の本数に応じた調整をかける。同居する有権者が多い世帯よりもひとり暮らしの世帯の場合は調査に当たる確率が高いので、その分の調整をかける。固定電話と携帯電話のそれぞれの結果を合算する時も、固定電話と携帯電話の両方を持っている人が抽出された場合や、固定電話と携帯電話の総数などに応じた調整をかける。さらに、地域別、性別、年代別の構成比のゆがみをなくす補正をかける。
デュアルフレーム調査を行うときは、固定電話と携帯電話とでのウェートの置き方に注意しないといけない。例えば日経リサーチにおけるRDD方式を用いた電話世論調査の場合、標本の母集団は全国の有権者なので約1億、RDD方式で作成された標本の抽出枠が携帯電話・固定電話のそれぞれで約2億3000万、その中で実際に電話を掛ける標本の大きさは携帯電話3000人・固定電話2000人となっている。

#### デュアルフレーム調査
固定電話と携帯電話の両方を使って世論を調査する「デュアルフレーム調査」は、2017年現在の世論調査の最新の手法である。
従来の電話調査は固定電話のみを対象とした電話調査が行われていたが、日本で2016年6月に選挙権年齢が18歳以上に引き下げられ、若者の意識を調査する必要性が増したのをきっかけとして、携帯電話のみの利用者が多い若者層をサンプリングできないことに由来する世論調査の誤差幅（カバレッジ誤差）を解消するため、大手マスコミ各社でデュアルフレーム調査が導入された。
日本におけるデュアルフレーム調査は、2014年から2016年にかけて大手マスコミ6社（朝日新聞、NHK、共同通信、日経リサーチ、毎日新聞、読売新聞）と日本世論調査協会によって共同で実験が行われ、導入が進められた。これは行動計量学会にとっても興味深いものだったので、その実験の様子が読売新聞東京本社世論調査部によって『行動計量学』（行動計量学会の学会誌）第86号に詳細に報告されている。
理論は省いて結果だけ書くと、携帯電話では知らない番号の電話に出てくれない人が多いので、携帯電話によるRDD方式では一定の回答数が得られないのではないかという疑問があったが、実際は一定の回答数が得られることが分かり、携帯電話による電話調査を行うことによってカバレッジ誤差の問題が改善することが確認された。また、電話調査と並行して行われた郵送調査との比較によって、「「電話に出ない人」の意見を吸い上げていない」ことの影響がほとんどないことも確認された。
誤差については、固定電話と携帯電話のサンプルの統合や、無回答の調整のためのウェートによる誤差の拡大は、調査結果の解釈に影響しない程度に十分小さいことが分かった。また、携帯電話調査では、回答者に占める女性の割合が男性より低かったが、性別の補正をしても誤差幅への影響が十分小さいことが分かった。
結果として、デュアルフレーム調査がより良い調査の為に有効であることが分かったので、読売新聞社は2016年4月に世論調査の方法をデュアルフレーム調査に切り替えた。

### インターネット
日本で世論調査を行うためには全日本国民から標本を無作為抽出する必要があるが、インターネットを通じて標本の無作為抽出を行うのは現在のシステムでは不可能であり、実現していない。したがって、インターネットを用いて国民の意識を調査する「インターネット世論調査」をインターネットを通じて行うことはできない。
一方、インターネット以外の方法を用いて事前に用意した無作為抽出標本に対して、インターネットを用いて回答を受け付ける世論調査の回答方式（ネット回答）が導入されている。例えば毎日新聞社では、2016年より従来の郵送に加えてネット回答による世論調査の回答を受け付けている。一方、日本の内閣府は「インターネットをお使いになる方とならない方に意識の差があることなどから、インターネットによって国民の意識を偏りなく把握することは非常に難しい」と考えているため、ネット回答を採用しておらず、調査員が直接本人と面接して回答を得る方式（訪問面接聴取法）を取っている。
インターネットを用いてユーザーの意識を調査した物は、世論調査ではないので、日本の内閣府では単に「インターネット調査」と呼んでいる。インターネット利用の普及に伴い、日本政府でもインターネット調査の活用法が研究されており、「インターネット調査」の結果を世論調査に役立てようとする試みがある。例えば、標本抽出における標本の偏り（サンプリング・バイアス）に関する問題を解決するため、傾向スコア(Propensity Score)を利用して、標本に重み付けを行うなどの研究が進められている。また内閣府でも、調査会社に登録されたインターネットユーザーのみを対象にした「インターネットによる国民生活に関する意識調査」（インターネット調査）と、単純任意抽出法（無作為抽出）を仮定した場合の（訪問面接聴取法で調査された）「国民生活に関する意識調査」（世論調査）との誤差を想定し、今後の世論調査の参考にならないかとの方向で活用性を探っている。ただし、訪問面接聴取法とインターネット調査でサンプルの偏りを修正した結果を比較しても、調査手法やインターネットの利用頻度によって回答傾向が異なるので、その点に注意が必要とのこと。

#### ネットユーザー世論調査
全インターネット利用者の世論を調査した「ネットユーザー世論調査」に関しても、そもそもインターネットを通じて標本の無作為抽出を行うシステムが存在しないため、全インターネット利用者からインターネットを通じて標本の無作為抽出を行うことが出来ず、実現していない。
日本国民からRDD方式で標本を無作為抽出した後、その人がもしインターネットユーザーだった場合に「モニター」に選出して意識を調査する、という形の「ネット視聴率調査」を、市場調査会社のニールセンが導入している。ただし、これも「インターネットを通じて作為的に標本を抽出したパネル調査よりは精度が高い」というだけで、全ネットユーザーからの無作為抽出ではないため「全ネットユーザーを代表する標本」にはなりえない。
インターネット利用者から「インターネットを通じて」「作為的に」抽出された標本を対象とした、精度の低い「インターネット調査」としては、調査会社に登録されたモニターなど、調査対象者を事前に固定して行う調査方法（パネル調査）が存在する。例えばニコニコ動画では、ニコニコ動画のユーザーに調査対象を固定した「月例ネット世論調査」というパネル調査を行っている。「パネル調査」以外のインターネット調査の方法としては、webバナーなどをクリックしたユーザーを対象にして調査サイトに誘導する形式（オープン調査）があるが、これらは無作為抽出ではないため、仮に「世論調査」と称していても世論調査としては有効ではなく、国民世論どころか全インターネット利用者さえも代表していない。

### 討論型世論調査
20世紀に、討論型世論調査 (deliberative poll) が、ジェイムズ・フィシュキンによって提唱された。21世紀、日本においては、将来の原発政策をめぐって討論型世論調査が採用された。

## バイアス
正しく世論調査を行っても必ず発生する統計学的な誤差とは別に、世論調査の正確性をゆがめる、回答者のバイアス（偏り）がいくつか存在する。

### サンプリングバイアス
まず、そもそもの問題として、調査対象全体（母集団）から無作為に標本抽出（サンプリング）を行わなければ結果は不正確なものとなる。例えば、A候補の支持者のみを作為的にサンプリングして世論調査を行った場合、母集団におけるA候補の支持率の真の値に関わらず、調査結果におけるA候補の支持率は有意に高くなる。

### 回答バイアス
例えば、面倒くさいので回答者が調査を早く終わらせるために適当に答えたり、本心を隠すために正反対の回答をしたり、といったバイアスである。
特に投票意向に関係する世論調査においては、秘密投票という方式が持つ特性上、「世論調査員に公言しにくい候補に投票する」ことが可能であり、回答バイアスが世論調査の結果と投票結果に大きな差を及ぼす場合がある。2016年アメリカ合衆国大統領選挙、隠れトランプなどがその例とされる。
日本では若年層の回答率自体が低下傾向にあるためズレが生じているという指摘がある。

### 無回答バイアス
例えば、質問者の態度が気に入らないので回答しない、といったバイアスである。
回答率は調査の主体によっても左右される。例えば、「○○新聞の調査に対しては回答を拒否し、△△新聞の調査には応じる」などである。特に政治的問題では、調査主体に好意的な回答者の回答率が高くなり、そうではない回答者の回答率は下がる。
例えば、死刑廃止を訴えるアムネスティ・インターナショナル日本支部が1996年の衆議院総選挙候補者に行ったアンケートでは、当時与党であった自民党候補者の回答率が低かった。おおむね、公的機関や大手マスメディアの調査に対する回答率は比較的高いが、回答率が低すぎる場合、有効回答者の回答をサンプル全体に当てはめることはできない。選挙プランナーと称する三浦博史は「1社だけでは不正確なマスコミの調査も、複数の調査を合わせれば、精度の高い結果になる」としている。

### 質問誘導
例えば、質問文の前に「政治改革への期待が膨らむ○○候補ですが」「黒い交際が噂される○○候補ですが」などといったポジティブ・ネガティブな前書きがあった場合、回答もそのイメージに引きずられてしまうバイアスである。
意図的かどうかにかかわらず、『設問文によって回答が誘導される』『ある設問の存在が以降の設問の回答に影響を与える（キャリーオーバー効果）』といった世論誘導が行われないよう実施しなければならない。さらに、「あいまいな回答」や「無回答・分からない」という回答の扱い方が難しいため、統計学的に母集団を推定するうえでは問題もある。
ニュースに関心のない国民の場合、質問に回答する以前に質問の内容自体を理解できないため、「何が問題となっているか」などニュースの背景を詳細に説明する必要があり、それが結果として質問誘導につながるという問題もある。

### 重ね聞き
質問誘導の一種で、「よく解らない」や「無回答」などと回答する回答者に、「強いて言えば」「どちらかと言うと」などと重ね聞きすることにより、「はい」か「いいえ」に回答を誘導するバイアスである。
例えば日本の大手マスコミのうち、読売新聞と日経新聞は重ね聞きをしているので、「無回答」が少なくなり、「はい」「いいえ」が多い。一方、朝日新聞と毎日新聞は重ね聞きをしないので、「無回答」「分からない」が他社よりも多く、「はい」「いいえ」が他社よりも少ないという偏りが、2009年の朝日新聞論説委員のレポートで指摘されている。世論調査の数字を同じ会社で比較する時は問題ないが、同じ時期の世論調査の数字をマスコミ各社で比較する時に問題となる。

### 範囲バイアス
調査範囲のバイアスである。例えば固定電話の所有者のみを調査対象とした場合、携帯電話しか持たない人が多い若年層をうまくフォローできない。逆に携帯電話の所有者のみを調査対象とした場合、固定電話しか持たない人が多い老年層をうまくフォローできない。
これはカバレッジ誤差を生む原因となる。

#### RDD方式の問題点
個別訪問面接聴取法に比べ、短期間で安価に実施できる長所がある反面、対面による調査でしか個人情報提供に応じない者、電話の使い方が分からない年齢の者、などの回答が反映されないため、回答者の年齢・職業などに偏りが発生する可能性がある。
世帯員に少なくとも一人は固定電話か携帯電話を持つ人がいる世帯の者への調査に限定されるため、世帯員が誰も電話を所有していない世帯の者や、電話が使えない病院に入院療養中の医療弱者などの意見が反映されず、また電話を使うことが出来ない障害者、日本語が話せない外国人、など、相当数の社会構成員、特に社会的弱者が不可避的に母集団から外れやすくなるため、主題や設問によっては大きな回答の偏りが生じ得る。
メディア史学者の佐藤卓己はRDD方式の本質的な問題点を2つ挙げている。一つ目は「私生活の空間に突然侵入する電話に快く回答してくれる人が、「民意」の平均像からは逸脱していること」であり、2つ目は回答者が質問内容を十分に考えているとは限らないことである。
また固定電話のみを対象とすることの問題点が指摘され、携帯電話も対象とするようになった。少なくとも朝日新聞社や日経リサーチ社のRDD方式では、携帯電話も対象とし、世帯員が電話に出るまで（朝日新聞社では夜の10時か11時まで）何度もかけ直し、電話に出た世帯員ではなくサンプリングされた本人に交代してもらって世論調査を行っている。

## その他の問題

### 労働環境
調査元やその子会社からコールセンターなどに丸投げされ、労働力を派遣労働で賄ったり、調査に厳しいノルマがあるなどの過酷さから調査の精度が落ちるという指摘もある。2020年6月にフジサンケイグループのフジテレビ（FNN）と産経新聞が合同で2019年5月から2020年5月の間に行った世論調査で調査業務委託先・アダムスコミュニケーションが計14回に渡り、架空の回答を1回につき、百数十件不正入力していたことが発覚し、フジテレビと産経新聞の両社と又委託先の日本テレネットが謝罪したが、前述の委託先における労働環境の悪さや調査元のチェック体制精度の低下からこの捏造が発生する一因を作ったとの意見もある。
河北新報社の記者は平日の日中に電話に出るのは高齢者ばかりだということと、世論調査が好きな記者はいないことを明かしている。理由として無言で電話を切られること、記者による質問を意に介さず持論を喋り続ける人たちを挙げて、「ストレスが多い作業」と明言している。

### データ管理
世論調査を行う多くのマスコミ関係企業は公益財団法人日本世論調査協会に加盟しており、たとえライバル企業同士でも正しい世論調査の遂行のために協力し合っているが、もし世論調査を受注するリサーチ事業者が未加盟だった場合、「日本世論調査協会倫理綱領」や「実践綱領」などの規定遵守義務がなく、家族構成、政治的見解、宗教的傾向、消費傾向などの個人情報を調査後に保存し、メーカーなどに販売・使用されるなど反社会的な個人情報転売が行われるケースも発生している。

### 不透明性
常に同じ条件で世論調査を行うのであれば年・月単位の期間比較は可能であるが、選択肢間の比較を行うためには母集団（日本国民）における年齢・職業などの割合の推移に合わせてデータを加工する必要がある。政党支持率や選挙投票先を問う世論調査において、主要メディアはこうした加工を行なわずに発表しているため、統計情報としての取扱いには注意を要する。
統計調査としての世論調査の結果の正確性（誤差の範囲など）や、あるいはそもそも統計学的に正しい手法で世論調査が行われているかどうかを知るためには、サンプルサイズや具体的な調査方法など、透明性の高い情報公開を要するが、世論調査の結果だけしか公開されない場合がある。

### 調査対象者からの批判
2020年6月、ドナルド・トランプ米大統領は、CNNが行った2020年アメリカ大統領選挙に向けた世論調査について「偏向した質問事項とゆがんだ抽出方法を通じ、米国の有権者を欺く狙いがある」として調査結果の撤回と謝罪を要求した。調査結果では、トランプ大統領の対抗馬であるジョー・バイデンが大幅にリードしている結果を示していた。これに対して、CNNの執行副社長は「アメリカの政治家や選挙陣営がCNNの世論調査の結果を気に入らないという理由で法的措置を示唆してきたのは初めてだ」として謝罪を拒否した。 2024年アメリカ大統領選挙]]では劣勢と報じたメディアと調査会社を提訴した。